# Ernst Meurin
Ernst Meurin, Pseudonym Oelder Windmüller, (* 10. Dezember 1885 in Oelde-Sünninghausen; † 28. Juni 1970 in Wadersloh) war ein deutscher Autor und Kreisheimatpfleger von Wiedenbrück.

## Leben
Ernst Meurin besuchte die Rektoratsschule Oelde sowie das Gymnasium in Coesfeld. Er legte seine Lehrprüfung an der Präparandenanstalt Warendorf ab. Anschließend diente er, für ein Jahr, bei der Infanterie in Münster.
Meurin unterrichtete über 43 Jahre als Lehrer in Bornholte bei Verl, wo er 1920 zu den Mitbegründern des Heimatvereins gehörte. Von 1904 an war er Mitarbeiter der westfälischen Tageszeitung Die Glocke.
1926 wurde er Schriftführer des Heimatvereins Wiedenbrück. 1948, nach Kriegsende wurde er zum Kreisheimatpfleger von Wiedenbrück gewählt. Er lebte im Ruhestand in Langenberg.

## Werke
- Die lachende Heimat. 100 Anekdoten und Schnurren aus dem Herzen Westfalens. Nach der Erzählung von Frau Schulze Brüllmeier bearbeitet vom Oelder Windmüller.
- 100 Anekdoten und Schnurren aus dem Herzen Westfalens. Gesammelt und wiedererzählt.
- Heimatgeschichte für die Schulen des Amtes Verl.
- Bad Windhok. Große Posse mit Gesang und Tanz in vier Akten. Nach der Erzählung "Windhok" von Augustin Wibbelt.
- Wildrups Hoff. Plattdeutsches Volksstück mit Gesang und Tanz in vier Akten. Nach der Erzählung "Wildrups Hof" von Augustin Wibbelt.
- Das lachende Westfalen. Anekdoten und Schnurren aus dem Herzen Westfalens.
- Westfalen lachen mit dem Herzen. Dönekes und heitere Begebenheiten von Originalen, Käuzen und Schelmen aus der "guten, alten Zeit" an Lippe, Ems und Dalke.
- Westfälisches Schmunzelbuch. Dönekes und heitere Begebenheiten von Originalen, Käuzen und Schelmen aus der "guten, alten Zeit" an Lippe, Ems und Dalke.
- Herzhaft lacht man in Westfalen. Möppkenbraut und andere Dönekes.
- Westfalen müssen so sein. Müggenköster und andere Schlickenfänger. Dönekes und heitere Geschichten aus der "guten alten Zeit" von Originalen, Käuzen und Schelmen aus dem Herzen Westfalens.
- Lachendes Westfalen. Dönekes und heitere Geschichten aus der "guten, alten Zeit" von Originalen, Käuzen und Schelmen.

unselbständige Veröffentlichungen
- Die Glocke, Oelde 1929-nach 1955 [regelm. Plaudereien unter dem Pseudonym: Oelder Windmüller].

Bearbeitungen
- Friedrich Steinhaus. Kiek süh! Dumm Tüg! Dönkes ut'n Ravensbiärgsken un Mönsterlanne.

als Herausgeber
- Wiedenbrücker Heimatkalender. 5 Jge. Wiedenbrück 1924–1928 – Wiedenbrücker Heimatblätter. Wiedenbrück 1925–1933 [Red.] – Spökenkieker und Roupekerle. Sagen, Märchen und alte Überlieferungen aus Ostwestfalen. Von Spinnweibern, Hexen und Teufelskram, von Räubern, Geistern und verwunschenen Schätzen.

## Trivia
Nach ihm ist eine Straße eines Wohngebietes in Verl benannt.